# 数物セミナー
数物セミナー（すうぶつセミナー）は、数学と物理を中心に学部生の大学・学年・分野の垣根を越えた交流を目指し、企画・運営等をすべて学部生が行う全国規模の自主ゼミイベントである。
全国から参加者を募い3泊4日の合宿を行う『合同合宿』と、各大学で局所的にセミナーを行う『談話会』から成る。

## 概要
数物セミナーは全国の学部生が企画・運営し、全国の大学の学部生を対象とした自主セミナーである。このセミナーは岡山大学の学生の井上優貴（現:台湾国立中央大学准教授）が中心になって、2009年数物セミナー運営会が結成された。その規模は全国的な広がりをみせている。このセミナーを通して、参加者同士が刺激し合えるような交流の場を提供することを目的としている。この数物セミナーは3泊4日の合宿形式で行われる。
主な内容は
- 特別講義…参加者の代表による60分の講義で、各々の大学での自主ゼミや研究活動を発表するもの。
- リレー式セミナー…5人ほどのグループに分かれ各々のテーマについてゼミ形式で指定された教科書の輪読を行う。
- オープンセミナー…リレー式セミナーの各グループの発表を他の班に解放して、輪読の見学を行う。
- レポートセミナー…参加者に事前に配布するテキストに掲載されたレポート問題に取り組んできてもらい、解答の中で参加者同士の議論をおこなう。

上記以外にも講義室を開放し自由な大学間交流の場を提供する「夜ゼミ」をおこなう。「夜ゼミ」の参加は自由となっており、ポスターセッションなどもおこなう。

## 運営
数物セミナー運営会は2009年10月に発足し、本部に会長1名、副会長1名が属している。その下に合同合宿と談話会があり、それぞれ委員長が1名ずつ配属されている。合宿と談話会とは別に事務局があり、事務局は教務、庶務、広報、OB会に分かれている。どの役職も任期は1年間となっている。

## 開催
第1回合同合宿
期日：2009年12月24日（木） - 12月27日（日）
開催地：閑谷学校（岡山県）
申込期間：2009年10月1日（木） - 10月31日（土）
第2回合同合宿
期日：2010年9月13日（月） - 9月16日（木）
開催地：国立オリンピック記念青少年総合センター（東京都）
申込期間：2009年5月1日（土） - 6月15日（火）
第3回合同合宿
期日：2011年3月8日（火） - 3月11日（金）
開催地：東海地区国立大学共同中津川研修センター（岐阜県）
申込期間：2010年11月1日（月） - 2011年1月5日（水）
第4回合同合宿
期日：2011年9月13日（火） - 9月16日（金）
開催地：国立吉備青少年自然の家（岡山県）
申込期間：2011年5月1日（火） - 2011年6月30日（木）
第5回合同合宿
期日：2012年3月6日（火） - 3月9日（金）
開催地：国立オリンピック記念青少年総合センター（東京都）
申込期間：2011年11月1日（火） - 2012年1月5日（木）
数物セミナー談話会 in Okayama
期日：2010年4月5日（月） - 4月6日（火）
開催地：岡山大学
数物セミナー早慶談話会
期日および開催地：
2010年12月27日(月) 13:00～18:00　慶應義塾大学日吉キャンパス
2010年12月28日(火) 13:00～18:00　早稲田大学西早稲田キャンパス
数物セミナー冬の大談話会
期日および開催地：
2011年12月 4日(日)　岡山大学
2011年12月17日(土)　早稲田大学
2011年12月17日(土)　北海道大学
2011年12月25日(日)　東北大学
2011年12月29日(木)　名古屋大学

## 出身者
- 大槻太毅